# 栗田貫一
栗田 貫一（くりた かんいち、1958年〈昭和33年〉3月3日 - ）は、日本のものまねタレント、お笑いタレント、俳優、声優、ナレーターである。本名は、栗原 良之（くりはら よしゆき）。愛称はクリカン、栗ちゃん。東京都出身。KDエンタテインメント、オフィス南所属。妻は大沢さやか。身長170cm、体重53kg、血液型はB型。星座はうお座。
『ものまね王座決定戦』の「ものまね四天王」の一人。

## 来歴
東京都世田谷区生まれ。埼玉県草加市で小・中学校時代を過ごす。
郁文館高等学校卒業後は各種アルバイトを行い、父親の営む広告代理店に入社。だが、給料の低さが発端となり家を飛び出すこととなり、その後は住み込みでレストランに勤務する。
当初はものまねに関心が一切無く、中学時代に文化祭のコンサートで吉田拓郎の真似をした程度であった。だが、21歳の時に勤務先の同僚と行ったカラオケで『噂の女』を歌ってみたところ、「歌声が郷ひろみに似ているよ」と言われたことがきっかけでものまねに目覚め、その後は部屋でテレビを観ながら、歌、動作、仕草を覚え、ものまねの練習をするようになった。
1983年1月10日、『発表!日本ものまね大賞』に素人として本名の「栗原良之」で出場し大賞を受賞。郷ひろみ、桑田佳祐、細川たかし、所ジョージ、松山千春などのモノマネを披露した。
1984年にサワズ・カンパニーにスカウトされてプロデビュー。六本木のショーパブでものまねを始め、同年10月9日放送の『第16回オールスターものまね王座決定戦』に出場する。
1987年12月1日に放送された『第1弾オールスターものまね王座決定戦チャンピオン大会』では、ものまね界の強豪を抑えて初優勝を果たした。その後、清水アキラ、コロッケ、ビジーフォーと並び「ものまね四天王」と称される。
1995年からはルパン三世の声優を務めている（後述）。
2022年に三木プロダクションを退所し、同年12月1日からKDエンタテインメント所属。

## 特色
ものまね芸に関しては、正統派路線でありつつも、ただ真似るだけでなくネタを足してエンタテインメント性の高いものすることが多い。
持ちネタには、「もしも細川たかしがパトカーのサイレンだったら」など本人が不可能なことを披露する「もしもシリーズ」や、「いろいろな人のまねでドレミの歌」などがある。
ネタに関して、栗田本人は「そのまま『似ている』というだけでは僕の中で面白くなくて。僕の大好きな歌手の方々が、こんな風にショーをやったら面白いだろうなあ、というのがアイデアの原点なのかもしれないですね」「単純に、『この人がこうだったら面白いな』と発想したことをものまねしているわけなので（中略）とにかくいいネタを作って、お客さんや視聴者の皆さんに見ていただきたいだけなんで。僕はそれでいいと思うんです」と語っている。
フジテレビで放送されている『ものまね王座決定戦』『爆笑そっくりものまね紅白歌合戦スペシャル』にはデビューした1984年からレギュラー出演しており、2019年現在、最もキャリアが長く出演回数が多いものまねタレントである。また、『ものまね王座決定戦』では過去4回の優勝経験があり、決勝進出常連者でもある。『爆笑そっくりものまね紅白歌合戦スペシャル』では紅組・白組揃って大トリ経験回数が多い。
ものまねする際は「ご本人と対等という気持ちが出たら終わり」という姿勢で臨んでおり、「ぼくたち小魚は大きな魚を追いかけて、突っつくからいいんです」と述べている。また、お笑い芸人のものまねはしないポリシーを持っていることを明かしている。
2003年には清水アキラと「アキカン」という漫才コンビを結成し、ものまねを織り交ぜたネタを披露したことがある。
歌唱力の高さから何度か歌手デビューを打診されているが、「“ものまね”でここまで育って有名にさせていただいた自分が、レコードを出した日から“ものまね”を捨てなきゃいけないんじゃないか、という気持ちがあって。“ものまね”だけで十分幸せです」とすべて断っているという。
近年は、世代交代を意識して年配者向けのものまねに移行しているといい、政治家のものまねなどを始めたという。

## 人物
好きな言葉は「一心不乱」。
2004年3月3日、女優の大沢さやかと結婚。娘がいる。
趣味はゴルフ。練習場で一度に1000球近く打ったことがあるほど好きだといい、ベストスコアは70台であるなど芸能界では随一の腕前の持ち主である。また、高校時代はサッカー少年（ポジションはライトウィング）であった。

### エピソード
昭和33年3月3日生まれで、平成3年3月3日に33回目の誕生日を迎えた。本人も33歳になる前に気付き所属事務所と何か企画をしようと考えたが、結局誕生日当日は何もせず自宅でボーッとしていたという。その後、令和3年3月3日には63回目の誕生日を迎えており、このことに関して栗田は「3に追いかけられる人生です」と述べている。
『ルパン三世』以降は声優としても活動しており、海外ドラマ『バーン・ノーティス 元スパイの逆襲』では、主人公マイケル・ウェスティン（ジェフリー・ドノヴァン）の吹き替えを担当した。最初は本国の俳優よりも芝居を誇張するアテレコ演技にとまどいを感じるも、6年間のレギュラー経験がルパンを演じる上でも生かせたとしている。『ひょっこりひょうたん島』ではドン・ガバチョ役を名古屋章から引き継いで担当しているが、これはドン・ガバチョのものまねをする栗田を見た原作者の井上ひさしが指名したことで起用されたという。
2015年、バラエティー番組『私の何がイケないの?』に出演した際、私生活での妻の大沢に対する乱暴な態度や言葉使いが公開されモラルハラスメントであるとの非難を受ける。後日、同番組の企画で検査を受けたところ前頭側頭型認知症の疑いがあると診断された。この一件に栗田は「関係ない」など開き直ったような発言をしているが、大沢は「番組をおもしろくしようとサービス精神を発揮して、いつもより大げさな態度をとった」「仲むつまじい様子は全てカットされた」「主人も番組の反響にはショックを受けていた」と説明する手記を公表しており、夫婦円満を明かし騒動を否定している。
ジャンケンが非常に弱く、ものまね王座決定戦の同点引き分け時のジャンケンで何度も涙を飲んでいる。そのため、四天王の中で決して実力は後れを取っていないものの、優勝回数は少ない。ジャンケンに勝ったのはビジーフォーと松居直美の2回のみであり、特に松居は「栗ちゃんにジャンケンで負けるなんて」とこぼしていた。
池森秀一（DEEN）の歌声を聞いた際、「自分が歌っているのではないか？」と錯覚した事がある。そのためDEENの楽曲は、地声でも十分似せる事はできるが、意識的にものまねして歌わないと難しいと語っている。また、自身の冠番組である『トークと歌とものまね酒場～トゥーモ』（千葉テレビ）にて、DEENの代表曲である『このまま君だけを奪い去りたい』をものまねで披露している。

## 主なものまねレパートリー
- 麻生太郎
- あおい輝彦
- 青木功
- 明石家さんま
- 飯塚悟志
- 石原慎太郎
- 石原裕次郎
- 五木ひろし
- 井上陽水
- 稲垣潤一
- 忌野清志郎
- IZAM
- 泉房穂
- 稲葉浩志
- いかりや長介
- 市原悦子
- 池田勇太
- 池森秀一
- 井上真樹夫
- 尾形大作
- 小倉智昭
- 大月みやこ
- 岡野昭仁
- 小田和正
- 尾崎将司
- 尾崎直道
- 大塚周夫
- 緒方賢一
- 男闘呼組
- 小原乃梨子
- 角田晃広
- 加藤茶
- 冠二郎
- 河村隆一
- 片岡千恵蔵
- 川上哲治
- 北島三郎
- きんさんぎんさん
- 桑田佳祐
- クリスタルキング
- 久保田利伸
- 倉本昌弘
- 工藤静香
- 黒柳徹子
- 工藤公康
- 郷ひろみ
- 近藤真彦
- 河野太郎
- 小林旭
- 小林清志
- 小森和子
- 西城秀樹
- 財津一郎
- 斉藤由貴
- 斎藤雅樹
- 桜井和寿
- 佐々木新一
- さだまさし
- 佐藤正久
- 沢田研二
- 志村けん
- CHAGE and ASKA
- 庄司永建
- 春風亭柳昇
- ジャイアント馬場
- 菅原洋一
- 鈴木俊一
- 鈴木宗男
- 水前寺清子
- 菅谷政子
- スタイリスティックス
- 瀬川瑛子
- 園まり
- ゾマホン・ルフィン
- 反町隆史
- 髙田明
- 田中邦衛
- 田原俊彦
- 玉置浩二
- 田村正和
- 田村憲久
- 田原総一朗
- 平浩二
- 谷村新司
- 谷口徹
- 田の中勇
- 滝口順平
- 立松和平
- つんく♂
- 所ジョージ
- 徳永英明
- Toshl
- 時任三郎
- 常田富士男
- 長渕剛
- 納谷悟朗
- 長嶋茂雄
- 二階俊博
- 西村博之
- 新沼謙治
- 西村知美
- 西尾徳
- 野口五郎
- 橋幸夫
- 浜田雅功
- 長谷川雅紀
- 林由郎
- 原田真二
- hyde
- 東山紀之
- 広沢虎造
- ビリー・ジョエル
- 布川敏和
- 藤井フミヤ
- 布施明
- 福山雅治
- 藤岡重慶
- 福井敏雄
- 藤井聡太
- プロゴルファー猿
- 細川たかし
- 細川俊之
- 松山千春
- 前田亘輝
- 松崎悦子
- マイケル・ジャクソン
- 水谷豊
- みのもんた
- 三波春夫
- 美川憲一
- 宮尾すすむ
- 米良美一
- 森進一
- 八代亜紀
- 山田康雄
- 山下達郎
- 山崎まさよし
- 薬丸裕英
- 八奈見乗児
- 吉幾三
- 吉田拓郎
- 渡哲也
- 渡部陽一

## ルパン三世・山田康雄との関係
ものまねレパートリーの一つだったルパン三世の声優を、初代声優だった山田康雄が死去した1995年公開の『ルパン三世 くたばれ!ノストラダムス』より担当している。ただし、同作収録時の山田は存命（意識不明の状態）だったことから、栗田は当作のみ「代役」と扱われており、正式に後任となったのは山田の没後に放送されたTVスペシャル『ルパン三世 ハリマオの財宝を追え!!』からである。

### 山田との親交
山田とは、当時同じ事務所の先輩だったおぼん・こぼんとの縁で出会い親交が生まれたとされる。
山田の印象について「ヤなところがない人ですから…オシャレだし偉ぶる人でもない」と述べており、上下関係の壁もなく“自然な人”だったため、栗田にとって山田の存在は“親戚のおじさん”のようだったという。
ある時、自宅の留守番電話の待ち受けメッセージをルパンのものまねで吹き込んだところ、山田がそれをそっくりそのまま繰り返した後で「バカヤロー!俺がルパンだ!」とメッセージを入れたことがある。まだ山田と直接対面したことがない頃で、山田は栗田の声を聞くため無言の留守録を直前に連続で30本ほど入れてしまったといい、後に栗田は「ルパンから電話が来た」「自分の声を聞くため何度も電話をかけてくれたのか」と驚き感動したことを明かしている。
ものまね番組出演時、ルパンを題材としたものまねを繰り広げていたところ「俺はそんなこと言わねえぜ」という声と共に山田が登場、その後は二人でルパンを演じていたということもあった。また『ものまね王座決定戦』で優勝した回が放送されると、最初に祝いの電話をくれるのが山田だったという。
山田の自宅を初めて訪ねた際、山田は家族に対して「ルパン三世が来たよ」と栗田を紹介して「いっちょ、やってよ」とルパンのものまねを披露するよう頼んだという。その後は山田の家族とも交流があったといい、山田は家族の前で栗田にルパンのものまねをリクエストすることがよくあったという。
山田の還暦祝いのゴルフコンペに誘われて参加した際は、山田の口パクに合わせ山田の声色で話すという「本人を基に山田を演じる」という芸を行った。また、コンペ後には『こないだは俺の還暦コンペに来てくれてありがとう。すごく楽しかったぜ。お前の還暦コンペには…たぶん、出れないけどね…。またア・ソ・ボ　ルパン三世』と書いたお礼の手紙を送ってくれたといい、それは今も大事にしているという。
山田との思い出について、「僕は山田さんのルパンが好きでものまねしていたわけで。山田さんが演じるルパンが格好良くて、いざというときは『なんだ（山田の声で表現）』というあの声が好きでものまねしていたわけで」「山田さんが生きていたら、僕は一生ルパンファンのままであった」と発言している。

### 栗田とルパン三世

#### 引き継ぎの発端
『ルパン三世 くたばれ!ノストラダムス』収録直前に山田が脳出血で意識不明となったことから、ルパンに代役をたてる事態に直面する。その際、放送局から「代役には声優でなくタレントの起用を」と要請されたため、困ったアニメスタッフは最終的に、ものまねタレントの栗田へ白羽の矢を立てたという。
当初、山田が倒れた一報と同時に「ちょっと助けてもらえないか」と依頼が来たため、「一言二言の録り残しがあるのだろう」「誰にも気付かれずに一部パートならものまねタレントとしても名誉である」と思い、それを受諾。山田の出演した『ルパン三世 燃えよ斬鉄剣』を参考に台詞を発するという簡単なテストを受けたのち、いざ現場に入ってみたところ、台詞がまったく入っておらず全編の収録を栗田がする事態となった。この事情を知り「声優なんてやったこともないしできるわけがない」と断ろうとしたが、周りの状況や雰囲気などから最終的に承諾し、ルパンを演じることに決めた。
アフレコ当日については、共演者にあいさつもできないほど緊張しており、更に収録時はダメ出しも多く、そのせいか途中で台本の台詞が読めなくなったと語っている。しかし、1人にさせてもらい目を閉じた時、目の中に白いタキシードを着た山田が浮かび「クリカン、お前のルパンをやればいい」と励まされたという。一方で収録後、栗田は山田に報告に行きたかったが「会ってもショックを受けるだけだ」と思い行けなかったという。
一部では「山田本人が後継に任命した」といわれることがあるが、栗田はこれを否定している。ただし、山田は晩年のアフレコ時に冗談で「あとはクリカンにやらせろ」と言ったり、体調が悪い時期にリテイクを繰り返し疲れた際「クリカンがやったって同じなんだから、クリカンを呼べよ」と言っていたことはあったという。
『くたばれ!ノストラダムス』公開後、演技を評価する声や視聴者から応援の手紙が届くなど反響が大きかったことが決定打となり、正式な2代目ルパン役に就任することになった。なお、栗田は何度もオファーを断ったものの、放送する日本テレビのプロデューサーである中谷敏夫が別の仕事で大阪へ向かう新幹線に乗り込んでまで説得する熱意に折れたことで、最終的に引き受けることを決意したという。

#### 試行錯誤
ルパンを演じ始めてしばらくの間は、自身の体の中に山田が乗り移ったような感覚があったという。自分では間違っても発音出来ない台詞が自然と考えるまでもなく出てくるようなことがあったり、自分の体の前にアフレコをしている山田の背中が見えていたりといった現象があったこともインタビューで述べている。また、不二子役の増山江威子も「収録中、山田さんがいるのかとぞくっとして振り向いたことがある」と似た趣旨の発言をしている。
一方で、「最初はやるのも嫌だったし、やった後も嫌だった」と吐露するほどに違和感があったといい、完成作では自分の声への嫌悪感や演技の技量の無さを感じ、「自分で見て、自分が一番気持ち悪かった」と述べている。また、演じ始めた頃について、「モノマネのネタとしてやっていたのはせいぜい20秒くらい」「象徴的な部分しかやったことがなかった」ことから、ルパン特有の陽気な感じの喋り口調はできても、普段の会話の場面はモノマネらしく大袈裟なノリになってしまうため一番苦労したことを明かし、「モノマネと声優は全く違うもの」と語っている。
ルパンを演じるようになってからしばらくは経験不足ゆえの演技力の弱さを克服するため、『ルパン三世 1$マネーウォーズ』などでは他の出演者たちと収録した後、それを聞きなおして自身の演技を添削し、再度自分のパートのみ録音するという作業を行っていた。
2011年、『ルパン三世 血の刻印 〜永遠のMermaid〜』で石川五ェ門、峰不二子、銭形警部の声優が交代となった際、当初はルパンも交代予定であり「ヘタなりにルパンを十分やらせていただいた」と交代に納得していたが、「どうしても適任者が見つからない」と再び声がかかったという。何度も「自分でいいのか」と念を押したが、スタッフの意志が固かったことから心機一転し、続投を決意したという。また、この時に新作アフレコ前に新キャスト陣と顔合わせ、親睦のために一席を設け、結束を深めたことも明かしている。
2012年放送の深夜枠テレビシリーズ『LUPIN the Third -峰不二子という女-』では、演出の清水洋史に「もっと低く、冷たい声を」と求められ、ルパンとしての演技の幅を広げる契機になったと語っており、『ルパン三世VS名探偵コナン THE MOVIE』では「初めて"栗田貫一"を意識せずにルパン役を演じることが出来た」と語っている。
後に、2011年の一部声優交代後は「もちろんベースにあるのは、山田さんの作ってこられたルパン」としつつも「山田さんのことを一度考えるのではなく、『ルパンを演じればいいんだ』と思えるようになった」と徐々に演じ方が変わったことを告白。それまでは「アフレコ前に一回山田さんになって、山田さんからルパンになってという感じ」で演じていたが、そこから「山田さんになる」という経緯をなくし「ルパン三世を演じる」ことに集中するようになったという。

#### 山田のものまね
「自分は山田のものまねである」という認識と共に、「山田が作り上げたルパンを貶めてはならない」という責任を重く感じている。
山田の没後に彼の息子の山田浩康と吞んだ際、その声が父親そっくりなので「代わりにルパンを引き受けて」と本気で頼んだことがあるというエピソードがある（結局浩康は固辞した）。
過去のインタビューでは、ルパンを演じる理想として「山田さんがやっていると思ったまんま、（視聴者が）聞いてくれているぐらいが最高な名誉ですよね。実は、誰も知らない間に山田さんがずっとやっている事になっていたら、最高なものまね冥利ですよね」「山田さんという手本があれば、完璧にルパンをものまねできるが、山田さんが亡くなっているので、今では完全には真似できない。今の僕は山田さんならきっとこういう感じで表現すると思いながら、山田さんのルパンの匂いを少しでも出せるよう演じている」と発言していたこともある。自身の演技をするようになってからもその気持ちは変わらず、「山田さんが作り上げたルパン三世のテイストは消してはいけない」と述べている。
かつてはアフレコの際、数日前から山田が演じるルパンの各作品を見続けてイマジネーションを高めてからアフレコに臨んでおり、気になる部分は繰り返し視聴し「山田さんの温度」になるまでじっくり聞き込んでから収録に臨んでいた。現在も、収録当日に山田の演じる『ルパン三世 カリオストロの城』を見直してアフレコに臨んだことを明かしており、栗田曰く「『音』を確認してから家を出る。そのキーを声に出して現場まで行く」とのこと。
2021年には、夢に山田が現れ「割れたガラスの上を歩くような気持ちでルパン三世を演じてくれ」と言われたことを明かしており、「目が覚めた時、心が引き締まる思いがありました」と話している。

#### その他
2代目ルパンとして数年経過したある作品の打ち上げの際、納谷からは「これはお前の作品だからな」と言われ、他の声優陣にも「俺たちはお前についてゆく」と激励されたという。
あるルパン作品でのアフレコ時、絵が全然なく「これでは収録できない」という空気になり、栗田も経験が少ないためどう振る舞っていいか分からなくなったことがあった。すると、納谷は栗田に「これはお前の作品なんだから、お前が決めろ」と発言。その時から「僕はルパン三世を自分の作品にしなきゃいけないんだ」と作品の主役を演じることへの責任感を感じるようになったという。
2013年に放送された『ルパン三世 princess of the breeze 〜隠された空中都市〜』では、栗田の妻で女優の大沢さやかと栗田の娘（当時2歳5カ月）が母子役で特別出演した。当作のテーマの一つに「一族の団結」があったため、制作サイドがオファーし実現したという。
栗田のルパンを演じる姿勢について、次元役の小林清志は2014年に「栗田君は勉強家だからね」と評価する一方で、「そろそろ山田康雄の亡霊を振り払って、栗ちゃんらしさを付け加えてもいいんじゃないか」とコメントしている。
2019年以降は、ルパンを演じる期間が山田が演じた24年より長くなっている。このことに関して栗田は、一年に一度のテレビスペシャルだけ出演する状態が長年続き、実質的な出演期間は短いことから「お恥ずかしいっていう気持ちしかない」と語っている。
2021年、放送開始から出演する唯一の“オリジナルメンバー”だった小林清志が勇退したため、栗田がメインキャストの中で最年長かつ出演歴が最も長くなった。このことに栗田は「最初に『ルパン』に入ったときは、山田さん以外の当時のレジェンド（声優）の中に入った。そして気がつけば、今の時代のレジェンド（声優）の横に僕がいる」と述べ、改めて「僕がルパンでいいんですか」と初心に帰った気持ちになったという。なお、小林は勇退直後に寄稿したコメントの中で栗田に関して「いまや立派な“クリカン・ルパン”だ」と評し、「あとはギャグに磨きをかけST（スタジオ）のみんなをヨロシク。」との言葉を残している。
栗田はルパンについて「常に登場人物全員に相対して、しかもハイテンションでパワーを与え続けないといけない。元気がないと負けなんです。それができない自分になったら終わりだと思っています」と語っており、それを自分で感じた際はルパン役を退くつもりだとしている。また、「ルパンの魅力は義賊ではないところ」という山田と同じ考えを持っており、「ルパンと次元は泥棒と人殺し（ガンマン）。いい人同士でコンビを組んでいる訳ではない」「悪者同士がたまたま人を助けて、いい人扱いされているだけ」と語っている。
2024年には、自身が出演した作品の「BEST3」に『ルパン三世 EPISODE:0 ファーストコンタクト』、『ルパン三世 princess of the breeze 〜隠された空中都市〜』、『ルパン三世 PART6』第17話「0.1秒に懸けろ」を挙げている。
2025年公開の『不死身の血族』には、栗田の娘が特別出演している。アフレコの見学に来ていたところ、声をかけられての出演となった。

## 出演

### テレビドラマ
- 月曜ドラマランド
  - のんき君2（1984年）
  - ザ・サムライ（1986年）
- くれない族の反乱（1984年）
- うちの子にかぎって…パート2 第9話（1985年） - 柏原芳恵のマネージャー役
- ドラマ女の手記「定年当日の離縁状」（1987年）
- 銀河テレビ小説 まんが道 - 青春編（1987年） - 正木記者 役
- スクラップ（1989年） - 立川 役
- ウルトラマンをつくった男たち 星の林に月の舟（1989年） - ウルトラマン役の声優（中曽根雅夫）
- 素敵にダマして!（1992年） - 猪股聡 役
- 古畑任三郎第27回 - 黒岩博士の恐怖（1999年）春木 役
- 浅見光彦シリーズ18・華の下にて（2004年） - 刑事役
- 銭形警部（2017年） - ナレーション[51]
- 御上先生 第3話（2025年） - ルパン 役[52]

### 映画
- 六本木バナナ・ボーイズ（1989年） - 前島 役
- ものまね四天王 オリジナルムービー ひょうたん

### バラエティ
- ものまね王座決定戦
- 爆笑そっくりものまね紅白歌合戦スペシャル
- エンタの神様
- ニッポン・ラジオ・デイズ
- 世界まる見え!テレビ特捜部（ナレーション）
- 24時間テレビ（ナレーション）
  - 『クイズ・あの日その時』
- 踊る!さんま御殿!!
- ザ・カラオケトライアル（千葉テレビ放送、MC）
- 派手〜ずナイト（1984年11月 - 、北海道テレビ）
- ちば朝ライブ モーニングこんぱす→歌で100万円チャレンジ（2021年4月 - 2023年3月、千葉テレビ放送、「歌で100チャレ」→「歌で100万円チャレンジ」の審査員）
- トークと歌とものまね酒場 トゥーモ（千葉テレビ放送、2023年4月 - ）

### 人形劇
- ひょっこりひょうたん島（ドン・ガバチョ〈3代目〉）
  - 『NHKプレマップ』
  - 『NHKチャリティーコンサート「テレビまつりだ!ぐ〜チョコランタンとともだちいっぱいコンサート」』
  - ざわざわ森のがんこちゃんスペシャルショー（ドン・ガバチョ）※特別出演

### テレビアニメ
- ルパン三世 シリーズ（1995年 - 2022年） - ルパン三世 役 ※2代目
  - ルパン三世 ハリマオの財宝を追え!!（1995年[53]）
  - ルパン三世 トワイライト☆ジェミニの秘密（1996年[54]）
  - ルパン三世 ワルサーP38（1997年[55]）
  - ルパン三世 炎の記憶〜TOKYO CRISIS〜（1998年[56]）
  - ルパン三世 愛のダ・カーポ〜FUJIKO'S Unlucky Days〜（1999年[57]）
  - ルパン三世 1$マネーウォーズ（2000年[58]）
  - ルパン三世 アルカトラズコネクション（2001年[59]
  - ルパン三世 EPISODE:0 ファーストコンタクト（2002年[60]）
  - ルパン三世 お宝返却大作戦!!（2003年[61]）
  - ルパン三世 盗まれたルパン 〜コピーキャットは真夏の蝶〜（2004年[62]）
  - ルパン三世 天使の策略 〜夢のカケラは殺しの香り〜（2005年[63]）
  - ルパン三世 セブンデイズ・ラプソディ（2006年[64]）
  - ルパン三世 霧のエリューシヴ（2007年）- ルパン三世[65]、ルパン三十三世 役
  - ルパン三世 sweet lost night 〜魔法のランプは悪夢の予感〜（2008年[66]）
  - ルパン三世VS名探偵コナン（2009年[67]）
  - ルパン三世 the Last Job（2010年[68]）
  - ルパン三世 血の刻印 〜永遠のMermaid〜（2011年） - ルパン三世[69]、ルパン一世 役
  - LUPIN the Third -峰不二子という女-（2012年[70]）
  - ルパン三世 東方見聞録 〜アナザーページ〜（2012年[71]）
  - ルパン三世 princess of the breeze 〜隠された空中都市〜（2013年[72]）
  - ルパン三世 PART IV（2015年 - 2016年[73]）
  - ルパン三世 イタリアン・ゲーム（2016年[74]）
  - ルパン三世 PART5（2018年） - ルパン三世、ルパン三世 / ジム・バーネット 役
  - ルパン三世 グッバイ・パートナー（2019年[75]）
  - ルパン三世 プリズン・オブ・ザ・パスト（2019年[76]）
  - ルパン三世 PART6（2021年 - 2022年[77]）

### OVA
- ルパン三世 シリーズ（2002年 - 2012年） - ルパン三世 役 ※2代目
  - ルパン三世 生きていた魔術師（2002年[78]）
  - ルパン三世 GREEN vs RED（2008年）- ルパン三世[78]、偽ルパン三世 役
  - ルパン三世 Master File（2012年[78]）

### 劇場アニメ
- ルパン三世 シリーズ（1995年 - 2025年） - ルパン三世 役 ※2代目
  - ルパン三世 くたばれ!ノストラダムス（1995年[78]）
  - ルパン三世 DEAD OR ALIVE（1996年[78]）
  - ルパン三世VS名探偵コナン THE MOVIE（2013年[79]）
  - LUPIN THE IIIRD 次元大介の墓標（2014年[80]）
  - LUPIN THE IIIRD 血煙の石川五ェ門（2017年[81]）
  - LUPIN THE IIIRD 峰不二子の嘘（2019年[82]）
  - ルパン三世 THE FIRST（2019年[83]）
  - ルパン三世VSキャッツ・アイ（2023年[84]）
  - LUPIN THE IIIRD THE MOVIE 不死身の血族（2025年[85]）
- ちえりとチェリー（2016年） - ねずざえもん 役[86]
- 劇場版シティーハンター 天使の涙（2023年） - ルパン三世 役

### Webアニメ
- LUPIN THE IIIRD 銭形と2人のルパン（2025年） - ルパン三世 役[87]

### ゲーム
- ルパン三世 シリーズ（1997年 - 2019年） - ルパン三世 役
  - ルパン三世 カリオストロの城 -再会-（1997年）
  - ルパン三世 魔術王の遺産（2002年）
  - ルパン三世 海に消えた秘宝（2003年）
  - ルパン三世 コロンブスの遺産は朱に染まる（2004年）
  - ルパン三世 ルパンには死を、銭形には恋を（2007年）
  - ルパン三世 史上最大の頭脳戦（2010年）
  - ガールズRPG シンデレライフ（2012年[88]）
  - ぷよぷよ!!クエスト（2019年[89]）

### 吹き替え
- 朱蒙 -チュモン-（BSフジ） - テマジン〈ペ・ドファン〉
- バーン・ノーティス 元スパイの逆襲（読売テレビ） - マイケル・ウェスティン〈ジェフリー・ドノヴァン〉

### ナレーション
- NASA盗難事件 狙われた月の石・特別版（ナショナルジオグラフィック・チャンネル）[90]

### ラジオ
- 栗田貫一の栗カントリー倶楽部（ニッポン放送）
- 栗田貫一のわくわくサタデー（北日本放送）
- TOKYO UPTOWN STATION（東海ラジオ）[91]

### CM
- ソフティモ CM（ナレーション）
- ミカロン
- 小僧寿し
- 東北電力
- バイク王 CM（ルパン三世）
- NEC 家庭用蓄電システム 「夜行性の3匹」篇（夜行性のヒョウ）[92]
- マクドナルド CM (ルパン三世)[93]